# Schrobzaag

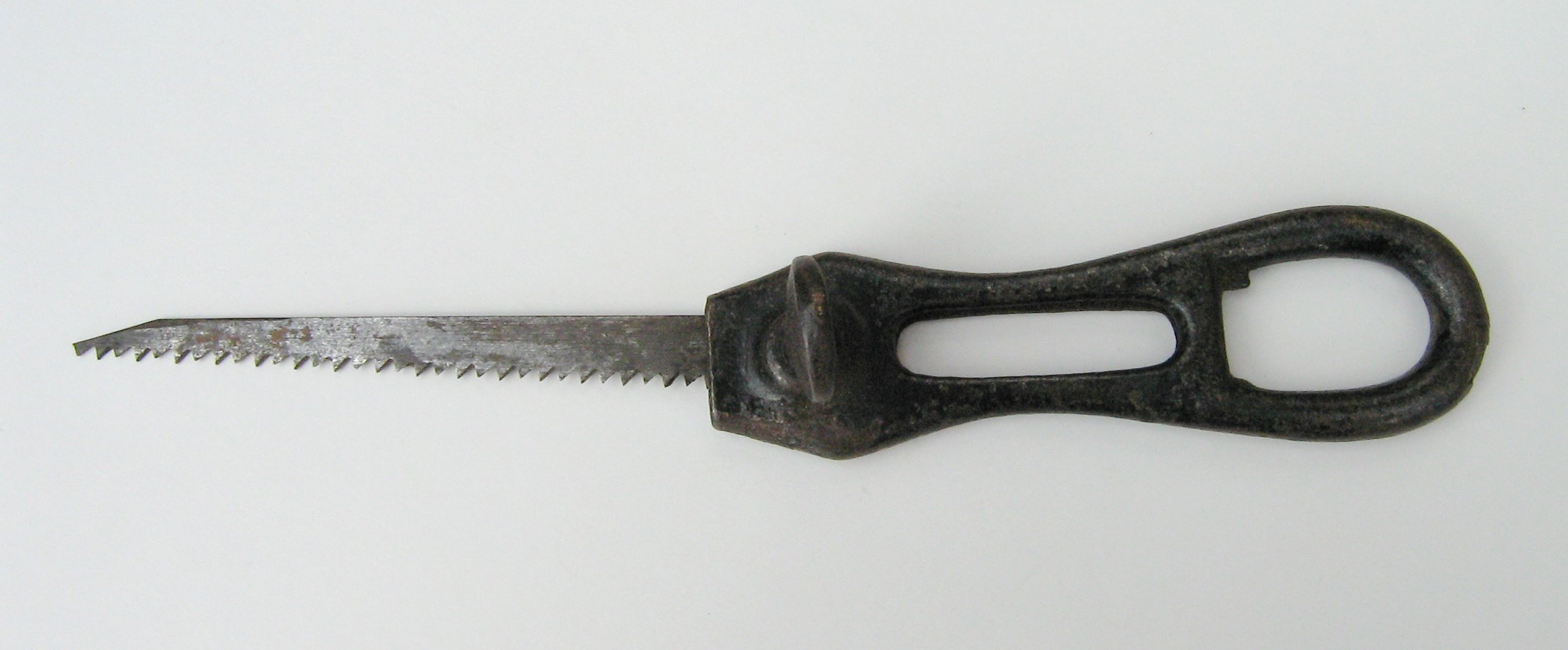
Een kleine schrobzaag.

Een schrobzaag is een zaag met een smal zaagblad naar het eind op een punt uitlopend. 
De zaag is geschikt om bochten en cirkels te zagen, ook vlak langs een obstakel (bijvoorbeeld een muur) waar de decoupeerzaag niet kan komen. Hij is vrijwel verdrongen door ander gereedschap dat beschikbaar is gekomen, zoals de decoupeerzaag en de reciprozaag.